# Ziemovit III van Mazovië
Ziemowit III van Mazovië (1314 – 16 juni 1381) was een zoon van Trojden van Czersk en Maria van Galicië. In 1345 erfde hij samen met zijn broer Casimir Rawa van zijn oom Ziemovit II. In 1355 erfde hij ook de gebieden van zijn broer Casimir, maar ging akkoord om al zijn gebieden over te maken aan koning Casimir III van Polen, die hem deze gebieden teruggaf als leen. Ziemovit III was erin geslaagd om Mazovië terug te verenigen, maar verdeelde het vervolgens zelf onder zijn zoons. Hij schonk Ziemovit IV van Mazovië en Jan I van Warschau een aantal bezittingen rond Warschau en Rawa, maar hield zelf wel het kerngebied rond Płock in handen.
Ziemovit was gehuwd met:
- Euphemia (1319-1352), dochter van Nicolaas II van Troppau,
- een dochter van Nicolaas van Münsterberg,

en werd de vader van:
- Euphemia, gehuwd met Władysław II van Opole (-1401), zoon van Bolko II van Opole,
- Anna (1345-), non in Ratibor,
- Jan I (-1429)
- Małgorzata, in 1369 gehuwd met Casimir (1351-1377), zoon van Boleslaw IV van Pommeren, en met Hendrik VII van Brieg (-1399),
- Ziemovit IV
- Hendrik, bisschop van Płock, in 1392 gehuwd met Elisabeth (-1433), dochter van Kęstutis van Litouwen.